# Праше
Праше (словен. Praše) — поселення в общині Крань, Горенський регіон, Словенія. Висота над рівнем моря: 362,1 м.